# ديبييه تيرنر
ديبييه تورنر بيل (بالإنجليزية: Debbye Turner)‏ (من مواليد 19 سبتمبر 1965 في هونولولو ، هاواي) مذيعة تلفزيونية أمريكية، طبيب بيطري، مقدمة برنامج حواري، ملكة جمال سابقة وفائزة في مسابقة ملكة جمال أمريكا لعام 1990 قبل ثلاثة أيام من عيد ميلادها الخامس والعشرين.

## النشأة والتعليم
ولدت تورنر في هونولولو، هاواي وترعرعت في جونزبورو، أركنساس. حصلت تورنر على بكالوريوس العلوم في الزراعة من جامعة ولاية أركنساس. هي عضو في النادي النسوي ألفا كابا ألفا. أمضت تورنر أيضًا بضع سنوات في شحذ مهاراتها في الخدمة العامة بالعمل في متاجر سايفواي.
في عام 1991، حصلت على درجة الدكتوراه في الطب البيطري من كلية الطب البيطري بجامعة ميسوري. أصبحت متحدثة باسم بيرينا (Purina) ومارست مهنة الطب البيطري قبل الذهاب إلى التلفزيون.

## أبهة
كانت تورنر أول وصيف في مسابقة ملكة جمال أركنساس، وهي مسابقة تمهيدية رسمية لبرنامج ملكة جمال أمريكا في عام 1988.
في صيف عام 1989، فازت بلقب ملكة جمال ميسوري وتمكنت من الفوز بتاج ملكة جمال أمريكا 1990. تيرنر مغنية وعازفة بيانو وعازفة إيقاعية ماهرة، يتضح من تقديمها ماريمبا لـ «رحلة النحلة الطائرة» في قسم المواهب في مسابقة ملكة جمال أمريكا لعام 1990. كانت تورنر ثالث أمريكية من أصل أفريقي تحمل اللقب الوطني والأولى وحتى عام 2019 هي ملكة جمال ميسوري الوحيدة التي توجت ملكة جمال أمريكا.

## مسار مهني ووظيفي
جاءت أول إستضافة وظيفة لتيرنر في هيئة الإذاعة الوطنية بسان لويس (KSDK)، في عرض يُدعى أرني سان لويس عام 1995.
بعد ست سنوات، انضمت تورنر إلى شبكة سي بي إس نيوز كمراسل صحفي ثم أصبحت «طبيبتهم البيطرية المقيمة» ومديرة تعبئة. كانت تورنر أيضًا مذيعة في سي بي إس أخبار الصباح . غادرت تورنر شبكة سي بي إس في عام 2012. وقد ظهرت على سلسلة قطط 101 و كلاب 101 على أنيمال بلانيت. وهي حاليًا مضيف أريز أميريكا على أريز أخبار.

## الحياة الشخصية
تزوجت تورنر جيرالد بيل في عام 2008. ولدى الزوجين ابنة، لينلي جوليا بيل، ولدت في 3 فبراير 2010.
شقيقة تيرنر الكبرى، سوزيت، متزوجة من القس الكبير، كيربيجون كالدويل.

## روابط خارجية
- ديبييه تيرنر على موقع IMDb (الإنجليزية)